# Зое Арансіні
Зое Арансіні (англ. Зої Арансіні; нар. 14 липня 1991) — австралійська ватерполістка.
Учасниця Олімпійських Ігор 2016 року.
Призерка Чемпіонату світу з водних видів спорту 2013, 2019 років.